# Kim Duk-koo
Kim Duk-koo (hangul 김득구, hancha 金得九; ur. 8 stycznia 1955, zm. 18 listopada 1982) – koreański bokser. Zmarł wskutek obrażeń doznanych w walce z Rayem Mancinim o mistrzostwo świata WBA w wadze lekkiej. Jego śmierć przyczyniła się do wprowadzenia szeregu zmian w zawodowym boksie, mających na celu poprawę bezpieczeństwa pięściarzy.
Urodził się w prowincji Kangwŏn, ok. 100 km na wschód od Seulu. Był jednym z pięciorga dzieci ubogich rolników. Gdy miał dwa lata, zmarł jego ojciec. W wieku 16 lat opuścił dom w poszukiwaniu pracy w stolicy. Zarabiał na utrzymanie m.in. jako pucybut, przewodnik turystyczny i pomocnik piekarza, w wolnym czasie trenując amatorsko boks (bilans 29-4). W 1978 roku został profesjonalnym pięściarzem. Dwa lata później zdobył zawodowe mistrzostwo Korei, a cztery lata później pas Orient and Pacific Boxing Federation. Choć był stosunkowo niedoświadczonym zawodnikiem (ówczesny bilans 17-1-1), który tylko raz w swej karierze walczył poza granicami kraju i nie zmierzył się dotąd z rywalem światowej klasy, w 1982 roku organizacja WBA wyznaczyła go do 15-rundowej walki z Rayem Mancinim o mistrzostwo świata w wadze lekkiej. Doszło do niej 13 listopada na tyłach hotelu Caesars Palace w Las Vegas.

## Walka z Mancinim
Mimo że Kim był zdaniem ekspertów skazany na porażkę, walczył z wielką ambicją, sprawiając, że pojedynek był niespodziewanie wyrównany. Koreańczyk zdołał trafić Manciniego wieloma silnymi ciosami, które spowodowały m.in. rozcięcie lewego ucha i opuchliznę wokół lewego oka mistrza. Dodatkowo Amerykanin doznał kontuzji lewej ręki i rozważał nawet poddanie walki. Jednak pretendent w miarę upływu czasu zaczął coraz bardziej słabnąć. Na początku 13. starcia przyjął on bez żadnej odpowiedzi 39 ciosów, w większości w głowę, lecz zdołał dotrwać do końca rundy. 14. runda rozpoczęła się gwałtownym atakiem Manciniego. Około 10 sekund po wznowieniu walki wyprowadził on kombinację, zakończoną prawym sierpowym w szczękę, który doprowadził do nokdaunu Kima. Wyraźnie zamroczony Koreańczyk zdołał z trudem wstać, lecz sędzia ringowy Richard Green uznał go za niezdolnego do dalszej walki i ogłosił nokaut. Wkrótce potem Kim stracił przytomność i został wyniesiony z ringu na noszach. Przetransportowano go do szpitala, gdzie niezwłocznie przeprowadzono operację neurochirurgiczną, mającą na celu usunięcie rozległego krwiaka podtwardówkowego. Operacja się powiodła, jednak mózg Koreańczyka zdążył już doznać nieodwracalnych uszkodzeń. 18 listopada odłączono go od aparatury podtrzymującej życie i stwierdzono zgon.
Cztery miesiące później samobójstwo popełniła matka Kima, a niecałe dziewięć miesięcy później odebrał sobie również życie sędziujący feralną walkę Richard Green. W chwili śmierci boksera jego narzeczona była w drugim miesiącu ciąży, w 1983 roku urodziła syna pogrobowca.
Śmierć Kima Duk-koo spowodowała ogólnoświatową debatę na temat problemu bezpieczeństwa w zawodowym boksie. Jeszcze w 1982 roku organizacja WBC postanowiła skrócić maksymalną długość walk z 15 do 12 rund, co kilka lat później zostało przyjęte również przez pozostałe związki bokserskie. Wprowadzono też obligatoryjne badania lekarskie zawodników zarówno przed, jak i po każdej walce (m.in. badanie EKG czy testy krwi).
W 2002 roku powstał koreański film biograficzny pt. "Mistrz" (챔피언), którego fabuła oparta jest na losach Kima Duk-koo.